# بیبیتسه
بیبیتسه (به لهستانی:  Bibice) یک روستا در لهستان است که در گمینا ژلونکی واقع شده‌است. بیبیتسه ۱٬۶۰۰ نفر جمعیت دارد.